# Louis Victor de Rochechouart de Mortemart
Pour les articles homonymes, voir Rochechouart.
 (décembre 2023).
Si vous disposez d'ouvrages ou d'articles de référence ou si vous connaissez des sites web de qualité traitant du thème abordé ici, merci de compléter l'article en donnant les références utiles à sa vérifiabilité et en les liant à la section « Notes et références ».
Louis Victor de Rochechouart, duc de Vivonne, 2e duc de Mortemart, né à Paris le 25 août 1636 et mort à Chaillot le 15 septembre 1688, est un militaire français du XVIIe siècle, général des galères de Louis XIV et maréchal de France.

## Jeunesse brillante à la Cour
Fils de Gabriel de Rochechouart, gouverneur de Paris, frère aîné de Madame de Montespan et de Marie-Madeleine de Rochechouart, reine des abbesses, Louis-Victor de Rochechouart, duc de Vivonne, est né à Paris le 25 août 1636. Il est l'un des seigneurs les plus braves et les plus spirituels[réf. nécessaire] de la Cour de Louis XIV dont il est enfant d'honneur. Son père lui donne dans sa maison un précepteur « sous lequel il fit les progrès qui l'ont rendu si célèbre à la cour et à la ville par le nombre intarissable de ses bons mots » (Saint-Simon). Il entre en tant que volontaire dans la carrière militaire en 1653 et le roi lui donne une compagnie au Royal-Cavalerie le 16 juillet 1654.
Il sert en Flandre et en Artois avec Turenne et se distingue notamment à l'attaque des lignes d'Arras et lors des sièges de Landrecies, Condé-sur-Escaut et Valenciennes. Bussy-Rabutin rapporte dans ses Mémoires la bravoure que le jeune seigneur montra devant Condé : alors que la cavalerie française, dans un fourrage, s'enfuyait à la vue des ennemis par le mauvais exemple de Campferrant qui commandait le régiment du Roi, il ne resta auprès de Bussy, pour faire face à l'ennemi, que Vivonne, le duc de Coislin et Manicamp.
Il obtient, par commission du 1er janvier 1657, un régiment de cavalerie étrangère vacant par la démission du comte de Balthazard, et continue de servir en Flandre.
Il devient mestre de camp lieutenant du régiment du Roi cavalerie à sa création en se démettant de son régiment. Il passe en Italie avec son régiment en 1663. Créé maréchal de camp le 21 mars 1664, il reçoit le même jour des Lettres de service pour l’armée de terre jointe à la navale et participe à l’expédition de Gigery menée par le duc de Beaufort de juillet à octobre 1664.

## Général des galères

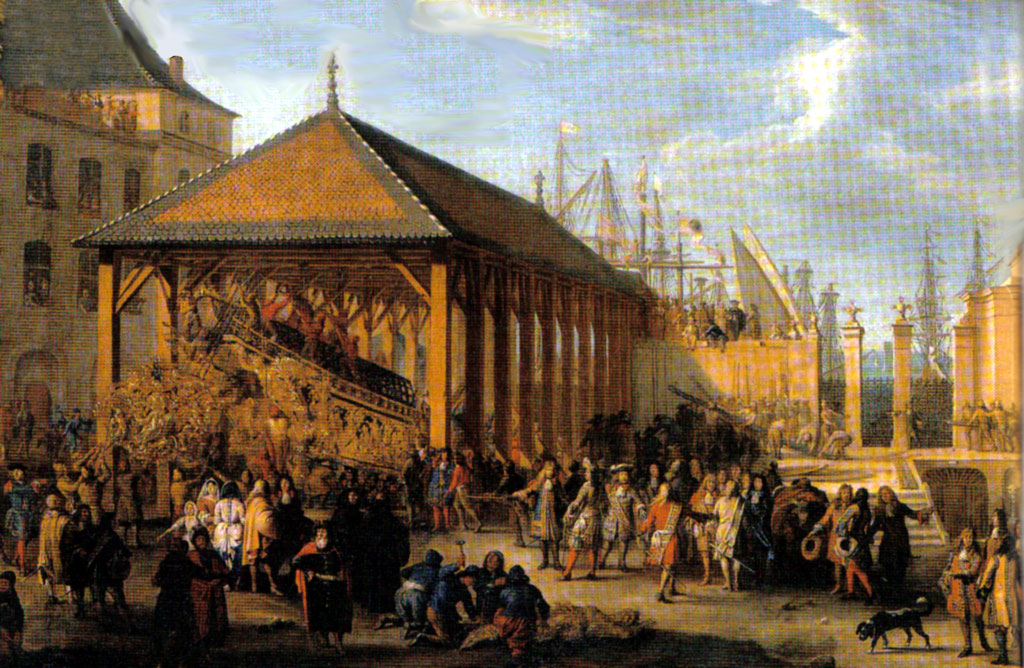
Jean-Baptiste Colbert et le Maréchal de Vivonne visitant la galère « la Réale » en construction à l'arsenal de Marseille.

Pendant l’exil du marquis de Créquy, il exerce la charge de Capitaine général des galères par commission du 1er avril 1665. Lieutenant général des mers du Levant le 28 avril 1665, il est continué dans sa charge de Capitaine général des galères le 27 janvier 1666.
Le 20 mai 1667, il est mestre de camp lieutenant du régiment Royal-Cravates cavalerie à sa création et se démet du régiment du Roi le 25. La guerre ayant été déclarée à l'Espagne en 1667, il se distingue en Flandre, sous les yeux du roi, aux sièges d'Ath (en), de Tournai, de Douai, de Lille.
Après la paix d'Aix-la-Chapelle le 2 mai 1668, il effectue, en tant que général des galères par intérim, plusieurs missions en Méditerranée et conduit en 1668 la négociation d'un traité avec le dey d'Alger. Il se démet du régiment des Cravates le 13 janvier 1669.
Créé Général des galères en mars 1669, il commande l'escadre de 15 bâtiments à rames envoyée à Candie sous les ordres du duc de Beaufort pour porter secours aux Vénitiens assiégés par les Turcs. Après la mort de Beaufort (25 juin), Vivonne monte le vaisseau amiral et tente de poursuivre la lutte. Blessé lors du combat du 24 juillet, il constate l'impossibilité de forcer les lignes turques et ramène la flotte à Toulon le 28 octobre. En 1671, Vivonne est chargé de croiser le long des côtes de Provence à la poursuite des pirates barbaresques. Au début de la guerre de Hollande, en 1672, il se trouve au fameux passage du Rhin. Son cheval, appelé Jean Le Blanc, fait au milieu du fleuve un faux pas qui faillit renverser son maître dans les flots. « Tout beau, Jean Le Blanc, dit tranquillement Vivonne, voudrais-tu faire mourir en eau douce un général des galères ? ». Au même moment, il reçoit à l'épaule gauche un coup de feu dont il ne guérit jamais, et qui le força de porter toujours son bras en écharpe, mais il supportait gaiement cette disgrâce. En 1673, il se signale au siège de Maastricht, puis est nommé gouverneur de Champagne en 1674.

### Maréchal et Vice-roi de Sicile
L'année suivante, Louis XIV l'envoie au secours de Messine révoltée contre les Espagnols. Il réussit à faire parvenir des secours à la ville le 11 février 1675 et est promu Maréchal de France le 2 août 1675. Il devient duc de Mortemart, Pair de France le 26 décembre 1675 à la mort de son père.
Vivonne, nommé vice-roi de Sicile confie le commandement de ses navires à Duquesne et Tourville qui battent les Hollandais aux batailles d'Agosta (22 avril 1676) et de Palerme (2 juin 1676). Il déclare à la population locale que le Roi Soleil n'a « rien de plus à cœur que le triomphe des victimes contre leurs oppresseurs » et qu'il s'engage à « les prendre définitivement sous sa puissante et amicale protection ». Aussi est-il fort surpris, en janvier 1678, quand le roi lui ordonne d'abandonner la place. La population locale s'était entre-temps retournée contre ses défenseurs. On reproche à Vivonne d'avoir fermé les yeux sur les excès que commettaient les Français envers les Siciliens, ce qui entraîne un grand nombre d'assassinats contre les officiers français. Livré à la mollesse et aux plaisirs, malgré l'état déplorable de sa santé, le vice-roi de Sicile semble jusqu'à un certain point autoriser l'indiscipline de ses troupes. Les Français évacuent Messine le 8 avril 1678 et Vivonne cesse de servir sur mer.

### Premier gentilhomme de la Chambre du Roi

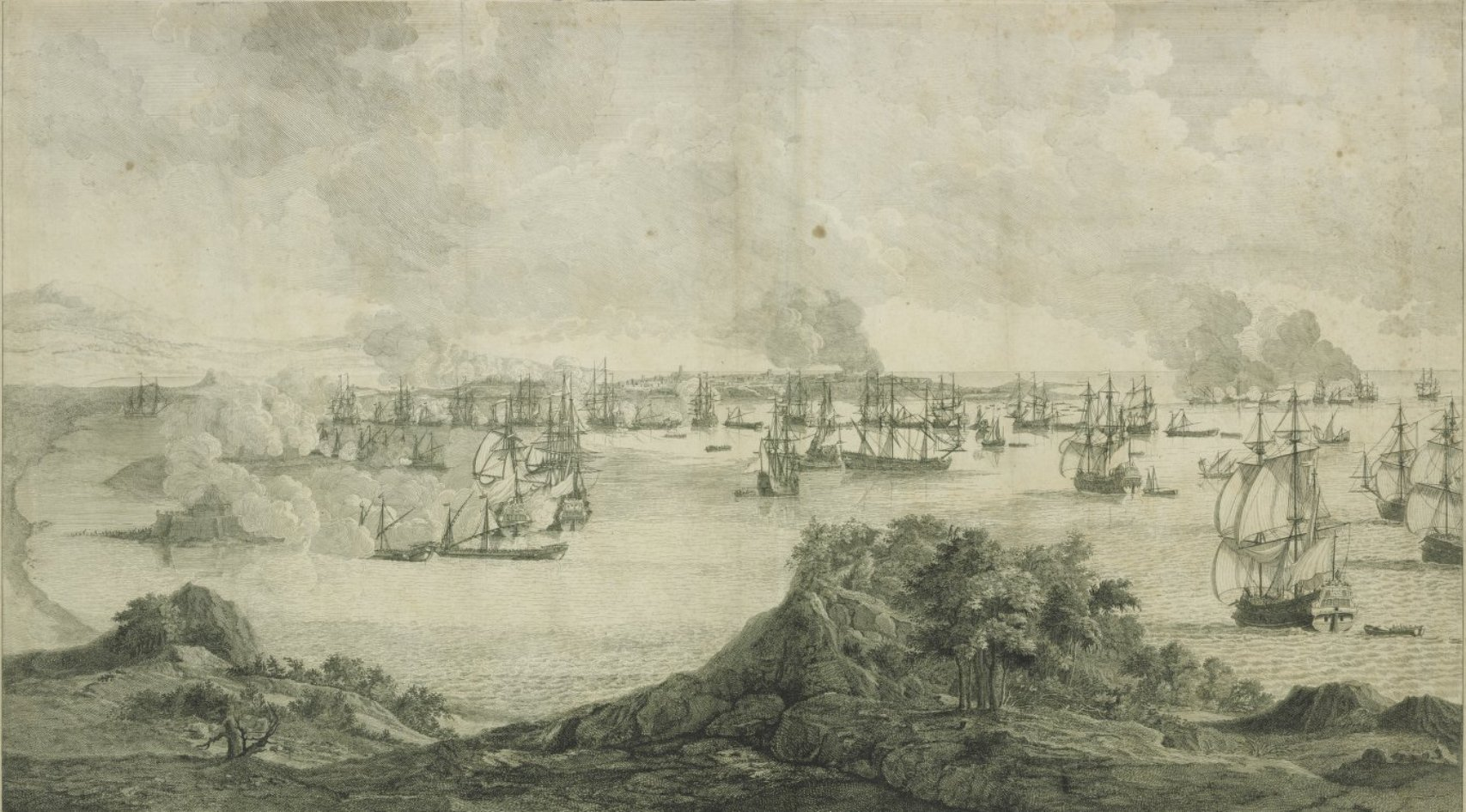
La prise de la ville d'Augusta en Sicile en 1675 par Vivonne et Duquesne.

Il rentre alors à Paris où, succédant à son père, il devient Premier gentilhomme de la Chambre du Roi. Il mène la vie d'un courtisan voluptueux (Roger de Bussy-Rabutin, dans L'Histoire amoureuse des Gaules, lui donne une liaison avec Gilonne d'Harcourt), devenant un des plus intimes du Roi-Soleil. « M. de Vivonne avait infiniment d'esprit, l'amusait sans pouvoir se faire craindre. Le roi en faisait cent contes plaisants », rapporte Saint-Simon. Vivonne est également très lié avec Molière, Boileau, qu'il présente à Louis XIV, Paolo Lorenzani, La Fontaine. Voltaire, dans Le siècle de Louis XIV, le met au nombre des hommes de la Cour qui avaient le plus de goût pour la lecture. « Mais à quoi sert de lire ? » lui dit un jour le roi. Vivonne, qui était toujours le premier à plaisanter de son excessif embonpoint et qui avait de belles couleurs, répondit : « la lecture fait à l'esprit ce que vos perdrix, sire, font à mes joues ». À 52 ans, il était parvenu au comble des richesses, mais la mort soudaine de son fils en 1688 l'affecte beaucoup. Il ne tarde pas à le suivre au tombeau et meurt à Chaillot le 15 septembre 1688.

## Famille et descendance
Il épouse en septembre 1655 Antoinette de Mesmes dame de Bray-sur-Seine, fille du président du Parlement, Henri II de Mesmes, et morte le 10 mars 1709. Antoinette est impliquée par La Voisin dans l'Affaire des Poisons, mais n'est pas inquiétée sur ordre de Louis XIV. Ils auront six enfants :
1. Louis Ier, duc de Mortemart marié en 1679 à Marie-Anne Colbert, fille de Jean-Baptiste Colbert,
2. Gabrielle, abbesse de Beaumont-les-Tours,
3. Charlotte, duchesse d'Elbeuf,
4. Marie-Elisabeth, marquise de Castries,
5. Louise-Françoise, abbesse de Fontevrault,
6. Gabrielle-Victoire, duchesse de Lesdiguières.

## Armoiries
| Figure | Blasonnement |
|        | Armes de Louis Victor de Rochechouart (1636-1688), comte de Vivonne, puis duc de Vivonne, puis duc de Mortemart (dit « de Vivonne ») (1674 - démission de son père le précédent) et pair de France, prince de Tonnay-Charente, Général des galères de France et Maréchal de France Coupé d'un trait, parti de trois autres qui font huit quartiers au 1, de gueules, au croissant de vair (de Maurre); au 2, d'azur, à trois fleurs-de-lis d'or au bâton péri en bande de gueules (Bourbon) ; au 3, de gueules, à neuf macles d'or (Rohan) ; au 4, burelé d'argent et d'azur de dix pièces à trois chevrons de gueules brochants sur le tout, le premier écimé (La Rochefoucauld) ; au 5, d'argent, au guivre d'azur couronné d'or engoulant un enfant de gueules (Visconti); au 6, de gueules, aux chaînes de Navarre d'or (Navarre); au 7, de gueules, au pal de vair (d'Escars) ; au 8, d'hermine plain (Bretagne). Sur le tout fascé enté de six pièces d'argent et de gueules., |